# Vladímir Torbán
Vladímir Aleksándrovich Torbán (nacido el 10 de diciembre de 1932 en Moscú, Rusia y fallecido el 19 de agosto de 2011) fue un jugador soviético de baloncesto. Consiguió cuatro medallas en competiciones internacionales con la Unión Soviética. 